# Fontaine (Aube)
Fontaine is een gemeente in het Franse departement Aube (regio Grand Est) en telt 299 inwoners (2005). De plaats maakt deel uit van het arrondissement Bar-sur-Aube.

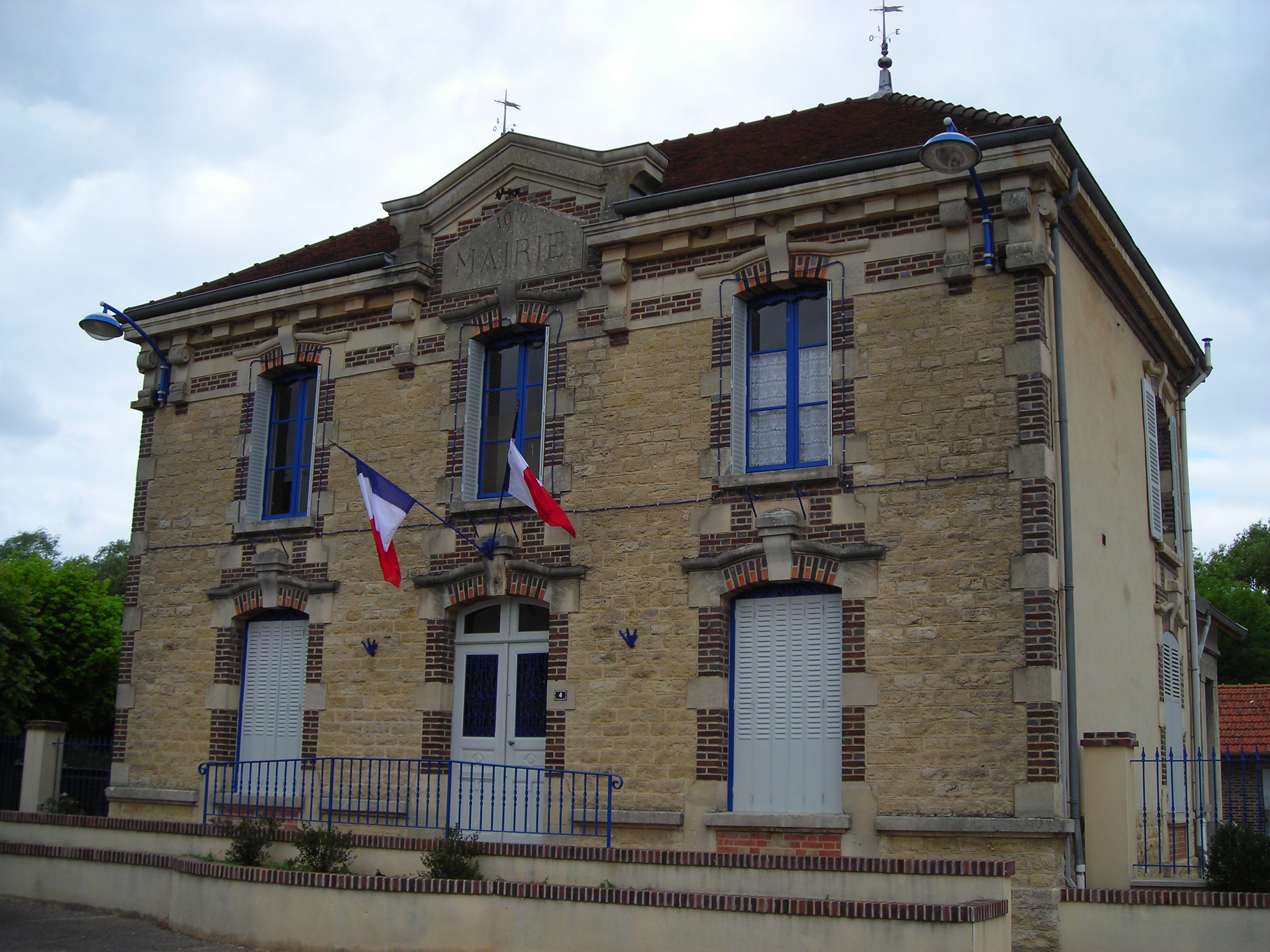
Gemeentehuis
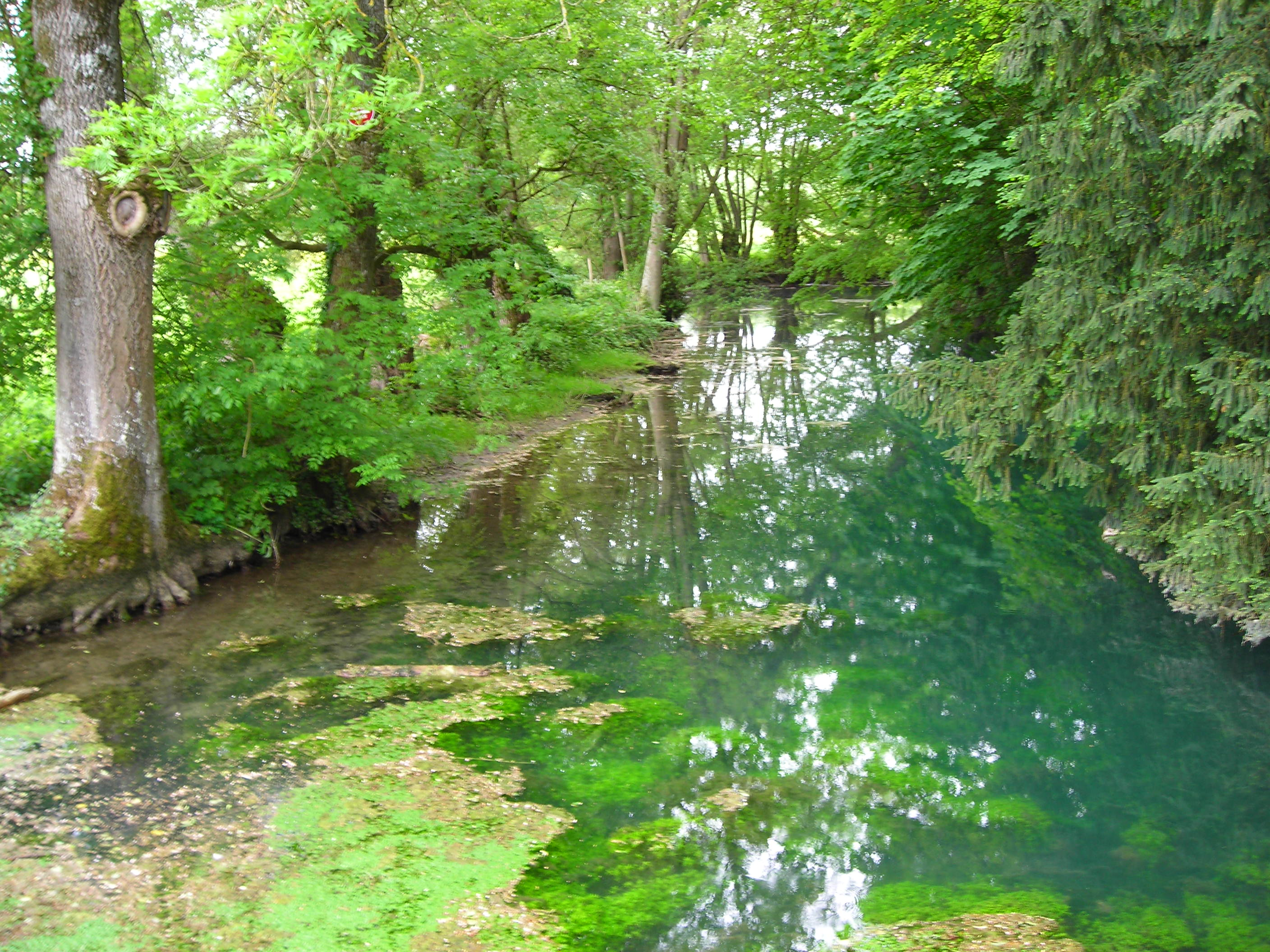
Rivier de Cresson bij Fontaine

## Geografie
De oppervlakte van Fontaine bedraagt 5,6 km², de bevolkingsdichtheid is 53,4 inwoners per km².
De onderstaande kaart toont de ligging van Fontaine (Aube) met de belangrijkste infrastructuur en aangrenzende gemeenten.

## Demografie
Onderstaande figuur toont het verloop van het inwonertal (bron: INSEE-tellingen).

Vanwege een beveiligingsprobleem met de MediaWiki Graph-software is het momenteel niet mogelijk deze grafiek weer te geven. Zodra de software is bijgewerkt zal de grafiek vanzelf weer zichtbaar worden.